# 潘震亚
潘震亞（1889年6月29日—1978年5月22日），學名瑞榮，別號樹庸，字震亞，筆名髯公，男，江西人，中国政治人物，中國共產黨黨員，曾擔任復旦大學校委會常務委員兼法學院院長、中央人民監察委員會副主任、監察部副部長、江西省副省長、省政協副主席，並獲選為第一、二、三、四、五屆全國人民代表大會代表。

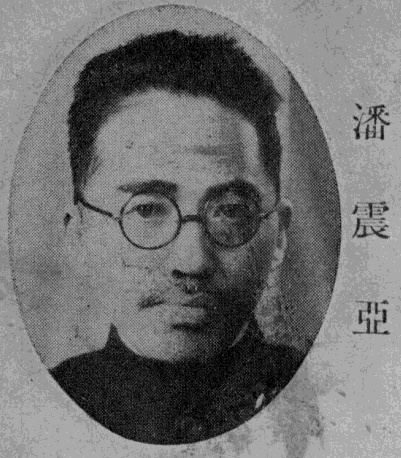

## 生平
潘震亞是新豐街鎮汾水村人。1889年6月29日出生於余江縣瑞洪鎮。當時他父親在瑞洪鎮一家南貨店當店員。1890年他父親轉到九江某商店裏當店員，母子倆也隨父遷居九江。1892年他三歲時，因父親工薪微薄，一家生活仍難以維持，他隨母回老家汾水村居住。5歲至13歲在汾水村和磁圭村私塾讀書。14歲時，因家貧無力繼續讀書，他父親就托人介紹，送他到九江元記南貨店當學徒。
1908年春至1911年秋，到漢口萬利彩票行當店員任司賬。在此期間，深感自己的文化科學知識不足，想方設法或借或買一些新出版的宣傳革命的書刊，刻苦攻瀆。他在漢口曾參加革命黨人創辦的夜校學習，接受了三民主義思想，欽佩孫中山先生為挽救中華民族的危亡，必須推翻清政府統治的主張，認識到“天下興亡，匹夫有責”，決定加入革命黨人組織領導的商團，投身革命運動，並曾以商團成員的身份參加軍訓。
1911年10月辛亥革命武昌起義時，漢口商團聞訊，立即響應起義，商團成員剪去辮發，以示反對清政府，決心從事革命。當時他擔任街道巡邏，維持漢口市鎮的社會秩序工作。以後由於袁世凱進攻革命軍，他所在的商店停業，乃取道九江回到南昌，另找工作。
1912年春到南昌《江西民報》館擔任校對工作。1913年春到1915年冬先後考進章貢法政專科學校和江西法政學校學習法律。後來逐步升為報館的采訪、編輯等。1916年10月至1918年夏在南昌《新共和報》任總經理兼總編輯，兼幹律師工作。同時兼任上海《時報》、《申報》、《新聞報》的南昌特約通訊員，取筆名髯公。後來由於經常寫些政論文章在《新共和報》發表，抨擊北洋軍閥政府，擁護孫中山先生的護法運動。而那時南昌是北洋軍閥勢力統治範圍，以致北洋軍閥派軍隊將報館查封，潘震亞化裝逃往廣州。在廣州，他經羅家衡介紹，擔任眾議院秘書。
1920年加入中國國民黨，先後擔任國會非常會議秘書、大理院推事等職。曾接受林伯渠的建議，在報上宣傳反封建、反壓迫意識，提倡婦女解放。1922年，與沈信彬在上海創辦女子法政講習所，推動婦女解放運動。這個講習所培養了不少出色的律師，史良即為該所首屆畢業生。
1924年1月，國民黨召開第一次全國代表大會，潘震亞擔任大會秘書處議事科長。1926年，被國民革命政府任命為司法行政委員會秘書、司法部第一處、第二處處長，同時兼任法官訓練班主任、革命軍事裁判所庭長等職。經共產黨員李合林介紹，他到黃埔軍校授課，認識了周恩來、惲代英等人。在共產黨人的教育和影響下，潘震亞的思想發生了很大變化，逐漸由追求自由民主轉為向往共產主義。他曾向李合林要求加入中國共產黨，可是不久，第一次國共合作破裂，李合林犧牲，他的願望暫未實現。
1928年初，潘震亞離開廣州到上海當律師，並在上海法學院、復旦大學、政法學院、中國公學等校兼課，先後結識了不少左傾人士和中共地下黨員，與張慶孚、潘梓年、胡愈之、周新民等人有較為密切的聯繫，並自覺接受中共領導，參與中共所領導的各項革命活動。曾多次以律師身份為被捕的中共地下黨員出庭辯護，配合中共進行營救工作。該年上海人民為紀念“沙基慘案”舉行遊行示威，被國民黨逮捕了23人，潘震亞不顧特務的威脅，據理力辯，終於使他們獲釋。在經濟上，也經常資助中共地下組織的同志。還不時通過胡愈之向中共傳遞一些政治、軍事方面的情報。
1934年，上海成立各界救國會，潘震亞為發起人之一。該會發展成為上海各界救國聯合會時，潘震亞出任常務委員。是年，潘震亞加入了中國共產黨。
抗日戰爭時期，潘震亞隨復旦大學遷重慶北碚，幾經周折，與中共失去聯繫，但他仍以各種方式積極參加抗日救亡運動，支持民主學生運動，營救愛國親共人士。抗戰勝利後，潘震亞堅決擁護中共關於廢止國民黨的一黨專政、成立民主聯合政府的主張，積極參加反對國民黨統治的鬥爭。1946年2月10日，重慶發生“校場口事件”，潘震亞與史良任義務律師，打擊國民黨。
1946年秋，潘震亞隨復旦大學回到上海，繼續在復旦大學教書和兼辦律師業務。他積極投身國民黨統治區的運動，參加迎接中共的鬥爭。曾和張志讓、李正文等人發起組織“上海大學教授聯合會”，支援當時的“反饑餓、反內戰、反迫害”的示威運動。鬥爭中，有些教授被解聘，許多學生和教授被捕，“大教聯”除了用輿論聲援外，還進行募捐活動，按月津貼被解聘的教授和受迫害的學生。為了救援被捕的學生，復旦大學舉行了大規模的罷教活動，潘震亞起草了罷教宣言，並和其他幾位教授深夜找市長吳國楨交涉，終於使被捕的教授和學生全部獲釋。
上海解放後，潘震亞參加了接管復旦大學的領導工作，擔任復旦大學校委會常務委員，同時兼任法學院院長，並應邀出席了中國人民政治協商會議第一次全體會議。1950年10月，調任中央人民監察委員會副主任、監察部副部長。1959年，調任江西省副省長、省政協副主席。被選為第一、二、三、四、五屆全國人民代表大會代表，中國政治法律學會理事。
潘震亞雖然在1937年與黨失去了聯繫，但一直以左派愛國民主人士的身份為黨工作，對黨懷著堅貞不渝的赤子之心。解放後，多次向組織提出入黨申請。1962年12月，經中共中央組織部批准，潘震亞重新加入了中國共產黨。
潘震亞在從事司法教育工作的同時，還先後撰寫了不少法學論著，如：《刑法名論》、《刑事訴訟法論綱》、《中國繼承法論》、《中國破產法論》、《中國法制史》、《中國債權法總論》等。
1978年5月22日，潘震亞病逝於上海。鄧小平等黨和國家領導人送了花圈。

## 著作
- 《刑法名论》
- 《刑事诉讼法论纲》
- 《中国继承法论》
- 《中国破产法论》
- 《中国法制史》
- 《中国债权法总论》